# موسسه تحقیقات جمعیت ماکس پلانک

ساختمان اصلی مؤسسهٔ در روستوک، آلمان

مؤسسهٔ تحقیقات جمعیت ماکس پلانک (آلمانی: Max-Planck-Institut für demografische Forschung) (با کوته‌نوشت
MPIDR) یک موسسه پژوهشی مستقر در روستوک، آلمان است که در سال ۱۹۹۶ توسط جیمز ووپل تأسیس شد و در سال ۲۰۰۲ به ساختمان‌های جدید در روستوک نقل مکان کرد. این موسسه بخشی از شبکه انجمن ماکس پلانک است. این موسسه پژوهش‌های پایه‌ای را در مورد فرآیندهای جمعیت شناختی، انجام می‌دهد، علل اساسی تغییرات جمعیتی را تجزیه و تحلیل می‌کند، روندهای جمعیتی معاصر را توصیف می‌کند، پیش‌بینی‌هایی را برای جهت‌گیری آینده فرآیندهای جمعیتی ارائه می‌کند، پیامدهای بالقوه پیش روی جامعه را بررسی می‌کند و با ارائه اطلاعات محکم و مشاوره تخصصی به تصمیم گیرندگان در نهادهای مختلف سیاسی و اجتماعی کمک می‌کند.
این موسسه در چهار برنامه آموزشی بین‌المللی دکترا شرکت می‌کند: مدرسه بین‌المللی تحقیقاتی ماکس پلانک برای جمعیت‌شناسی، مدرسه دکتری جمعیت‌شناسی اروپا (EDSD), مدرسه تحقیقات پیری MaxNet, و برنامه دکترا جمعیت‌شناسی در دانشگاه روستوک.
در مرکز روستوک، در یک ابتکار مشترک بین MPIDR و دانشگاه روستوک، این موسسه به تصمیم گیرندگان در سیاست و جامعه اطلاعات و مشاوره تخصصی در مورد علل و پیامدهای تغییرات جمعیتی ارائه می‌دهد.

## بخش‌ها
این موسسه شامل چندین گروه تحقیقاتی است.
اطلاعات دموگرافیک
جمعیت‌شناسی دیجیتال و محاسباتی
باروری و رفاه
سلامت جمعیت
جمعیت‌شناسی آماری
جمعیت‌شناسی نیروی کار
نابرابری‌های طول عمر
جمعیت‌شناسی ریاضی و آماری
شکاف‌های جنسیتی در سلامت و بقا